# Letní škola esperanta
| Esperanto |  |
| |  |
| Jazyk |  |
| |  |
| - Akademie esperanta - Gramatika - Slovníky - Esperantologie - Abeceda - Číslovky - Fundamento - lernu! - Letní škola esperanta                                                                             |  |
| |  |
| Organizace |  |
| |  |
| - UEA - TEJO - E@I - EEU - SAT - Český esperantský svaz - Česká esperantská mládež - Esperantské kluby - Katolíci                                                                                           |  |
| |  |
| Dějiny |  |
| |  |
| - Ludvík Lazar Zamenhof - Časová osa - Buloňská deklarace - Ido-schizma - Krize ata/ita - Neutrální Moresnet - Interhelpo - Pražský manifest - Bona Espero - Esperantské město                              |  |
| |  |
| Kultura |  |
| |  |
| - Esperantská setkání - Pasporta Servo - Hudba - Rozhlas - Finvenkismus - Homaranismus - Kabei - Politika - La Espero - Stelo - Symboly (vlajka) - UK - IJK - Esperantista - Rodilí mluvčí - Zamenhofův den |  |
| |  |
| Literatura |  |
| |  |
| - Autoři - Esperantské časopisy - Esperantské slovníky - PIV - Wikipedie - KAEST |  |
| |  |
| Úhly pohledu |  |
| |  |
| - Propedeutická hodnota - Srovnání s idem - Srovnání s interlinguou - Reformy - Odpor vůči esperantu |  |

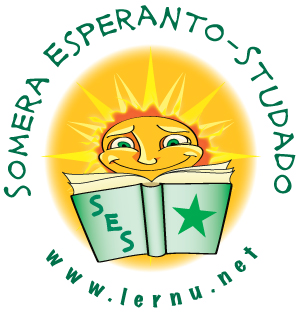
Logo Letní školy esperanta

Letní škola esperanta (v esperantu Somera Esperanto-Studado, zkráceně SES; doslova Letní esperantské studium), je letní setkání studentů a uživatelů jazyka esperanto. Jde o významnou mezinárodní vzdělávací akcí pořádanou na Slovensku. Pořadatelem je nezisková organizace Edukace@Internet. Sedmého ročníku se v roce 2013 zúčastnilo 230 převážně mladých lidí z 27 zemí. Kurzy jazyka probíhají na všech úrovních, ale protože mnoho účastníků je uživateli internetového kurzu esperanta lernu!, ovládají často již při příjezdu základy esperanta i přesto, že se do té doby s žádnými esperantisty osobně nesetkali. Součástí akce je také doprovodný kulturně-zábavní program.

## Historie
První ročník Letní školy esperanta se uskutečnil v Pribilině na Slovensku v roce 2007 pod názvem Slava Esperanto-Studado (Slovanské esperantské studium). Tehdejšího ročníku se zúčastnilo více než 60 lidí z 11 zemí. V roce 2008 byl název setkání změněn na Somera Esperanto-Studado (do češtiny oficiálně překládané jako Letní škola esperanta).
Letní škola esperanta se doposud konala většinou na Slovensku: v roce 2007 v Pribylině, v letech 2008 a 2009 v Modře, v roce 2010 pak v Piešťanech, v letech 2011 a 2012 v Nitře v roce 2013 v Martině, v roce 2014 se akce konala v Nitře a v Moskvě a zatím naposledy v roce 2015 v Martině.

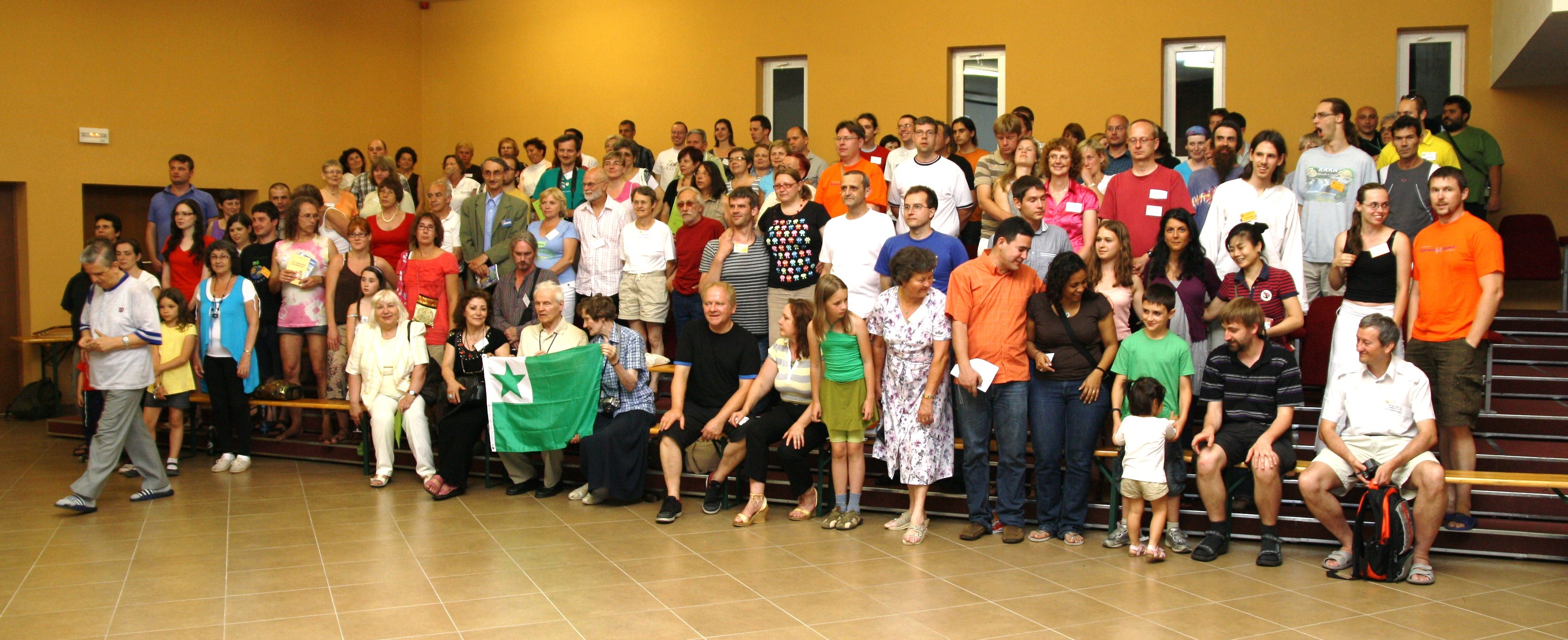
Účastníci Letní školy esperanta v roce 2010

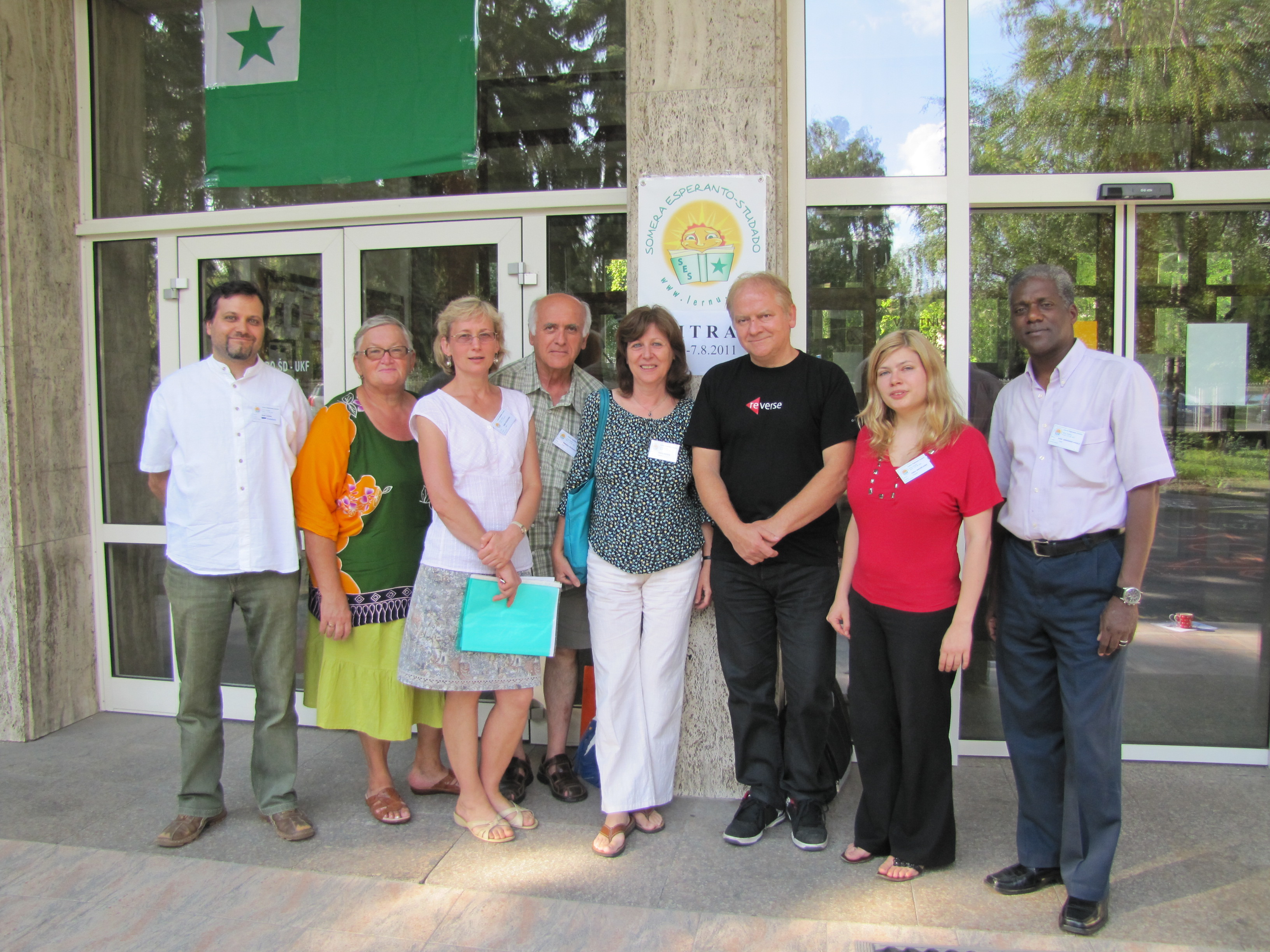
Učitelé Letní školy esperanta v roce 2011

### 2011
Letní školy esperanta v Nitře se v roce 2011 zúčastnilo 191 lidí z 28 zemí. Součástí byl i kulturní program a společenský program, kde vystoupili hudebníci jako např. La Perdita Generacio ze Švédska, litevská rodinná skupina Asorti a kubánský hudebník Julian Hernandéz.

### 2012
Šestý ročník Letní školy esperanta se konal od 21. do 29. července 2012 v Nitře. Záštitu nad akcí převzali Dušan Čaplovič, ministr školství Slovenské republiky, a Jozef Dvonč, primátor města Nitra.

### 2013
Letní škola esperanta 2013 probíhala od 12. do 20. července 2013 a zúčastnilo se jí 230 lidí z 27 zemí.
Záštitu nad sedmým ročníkem Letní školy esperanta v roce 2013 převzali ministr školství Dušan Čaplovič, předseda Žilinského samosprávného kraje Juraj Blanár a primátor pořadatelského města Martin Andrej Hrnčiar.

### 2014
V roce 2014 se Letní škola esperanta konala poprvé na dvou místech. Záštitu nad oběma setkáními převzal Světový esperantský svaz a Světová esperantská mládežnická organizace.
Od 12. až do 20. července probíhal SES v Nitře, která byla i jedním ze spoluorganizátorů. Záštitu nad akcí převzali Dušan Čaplovič, ministr školství Slovenské republiky, Milan Bielica, předseda Nitranského samosprávného kraje, a Jozef Dvonč, primátor města Nitra.
Mezi 17. a 25. srpnem proběhla Letní škola esperanta ve vesnici Koltiševo, blízko Moskvy v Rusku – poprvé mimo Slovensko. Kromě E@I ji spoluorganizovala i Moskevská esperantská asociace MASI a Ruský esperantský svaz.

### 2015
V roce 2015 se Letní škola esperanta konala v Martině od 11. do 19. července 2015.